# فروزسينا أزاري
فروزسينا أزاري (بالمجرية: Azari Fruzsina)‏ مواليد 29 يونيو 1989 في المجر، هي لاعبة كرة يد مجرية تلعب كجناح أيمن. حصلت مع فريقها على المركز الثالث في كأس المجر سنة 2011.